# 가도카와 학예 출판
주식화사 가도카와 학예 출판(일본어: 株式会社角川学芸出版 카도카와 각케이슈판[*])은 일본의 출판사로 가도카와 그룹 소속 회사 중 하나이다.